# Charles de Bernard de Marigny
Pour les autres membres de la famille, voir Bernard de Marigny.
Charles-René-Louis, vicomte de Bernard de Marigny, né à Sées le 1er février 1740 et mort à Brest le 25 juillet 1816, est un officier de marine et aristocrate français des XVIIIe et XIXe siècles. Il sert dans la Marine royale pendant la guerre de Sept Ans et la guerre d'indépendance des États-Unis, au cours de laquelle il se distingue à plusieurs reprises. Il termine sa carrière militaire au grade de vice-amiral, décoré de grand-croix de l’ordre de Saint-Louis, de l'ordre de Cincinnatus, et commandant de la marine au port militaire de Brest.

## Biographe

### Jeunesse
Le père de Marigny appartenait à l’une des plus anciennes familles de la Normandie, mais son défaut de fortune ne lui eût pas permis de donner à ses huit enfants une éducation conforme à son rang, sans le secours des institutions destinées aux enfants nobles. Des trois frères de Marigny, l’aîné était officier de dragons, le second servait dans la marine, un autre était à l’école militaire. Quant à lui, destiné à l’état ecclésiastique, il est placé de bonne heure au séminaire de Sées pour y suivre ses études. Mais la sollicitude de ses parents ne put maîtriser le penchant qui le portait aux entreprises aventureuses ; à quatorze ans, il quitte la maison paternelle, et se rend à pied à Rochefort, où il réclame la protection de son frère, plus âgé que lui de quelques années, et qui y servait alors comme garde de la marine.

### Début de carrière
Le jeune Marigny se fait, dès ce moment, une règle de conduite dont il ne se départit jamais ; n’ayant rien à attendre de son père, mécontent du parti qu’il avait pris, il voulut désormais ne rien devoir qu’à lui-même, et il travailla nuit et jour pour acquérir les connaissances nécessaires à l’état qu’il embrassait.
Ses efforts furent couronnés de succès. Admis, en 1754, parmi les gardes de la marine, l’année suivante il obtint un ordre d’embarquement sur la frégate La Valeur, avec laquelle il fait une campagne de quatorze mois. Cependant sa constitution semblait désavouer son goût pour le métier de marin, car pendant la durée de cette campagne, il éprouva constamment le mal de mer; mais sa persévérance maîtrisa chez lui la nature, et dans une nouvelle campagne qu’il fit sur le même bâtiment, les symptômes de cette maladie disparurent entièrement.
Nommé enseigne de vaisseau en 1757, Marigny s’embarqua d’abord sur la corvette Le Zéphir, et ensuite sur L'Actif. Ce vaisseau faisait partie de l’escadre de huit vaisseaux et deux frégates, aux ordres du comte d'Aché, destinée à protéger les possessions françaises dans l’Inde, et il participa aux divers combats qu’elle soutint contre les Anglais sur la côte de Coromandel, en 1758.
Après une campagne d’environ quarante mois, le chevalier de Marigny revint en France sur Le Zodiaque. Il sert successivement sur les vaisseaux Le Glorieux, Le Minotaure, L'Union, la frégate La Légère, et la flûte la Garonne, avec lesquels il fait diverses campagnes à Saint-Domingue, à la côte d’Afrique, aux îles du Vent, au Portugal et en Inde, jusqu’en 1767, époque à laquelle il est fait lieutenant de vaisseau. Étant à l’Île-de-France, en 1768, il reçoit l’ordre de s’embarquer, comme passager, sur un bâtiment de la Compagnie des Indes, avec la mission d’explorer les côtes de Coromandel et du Bengale. Il visita alors les différents comptoirs européens, y recueillit des renseignements qu’il consigne dans des mémoires particuliers. Ce voyage dure environ huit mois, et à son retour en France il dépose au ministère de la marine les résultats de ses recherches.
En 1770, Marigny est nommé au commandement de La Dorade. Cette gabare, qui était destinée à faire le cabotage sur les côtes de France, est employée à transporter à Rochefort une grande quantité de munitions navales accumulées depuis longtemps à Bayonne, et Marigny s’acquitte de cette mission sans être inquiété par les croiseurs britanniques. Au désarmement de ce bâtiment, il est nommé premier aide-major de la marine à Brest. Là, il s’occupe de l’instruction et à la discipline des troupes. Lorsqu’en 1773, une escadre dont le commandement était destiné au comte d’Estaing est armée à Toulon, Marigny fut désigné pour en faire partie sur le vaisseau Le Lion, mais l’expédition projetée n’ayant pas eu de suite, l’escadre désarme sans avoir pris la mer. En 1775, Marigny est fait chevalier de Saint-Louis, et nommé au commandement de la corvette le Serin. Il prit également celui de la station des îles du Vent, chargée de protéger le commerce français dans ces parages.

### Commandement de laBelle Poule
Une maladie de près d’une année, causée par l’imprudence qu’il commit de coucher à bord de son bâtiment trop nouvellement peint, le força d’en quitter le commandement ; mais lorsqu’il fut rétabli, on lui confia celui de la corvette l’Étourdie, avec laquelle il fit une campagne de six mois sur les côtes de la Manche. À la fin de l’année 1777, Marigny, qui commandait la frégate la Belle Poule, fut chargé de reconduire aux États-Unis Simeon Deane, qui avait été envoyé par Benjamin Franklin avec le Traité d'alliance franco-américaine et le Traité d'Amitié et de Commerce franco-américain.
Le 7 janvier 1778, cette frégate, se trouvant par le 45° 46 de latitude nord, et le 8° de longitude, fut rencontrée par les vaisseaux britanniques HMS Hector et Courageux, tous deux de soixante-quatorze, qui lui tirèrent chacun un coup de canon à boulet. Ils parvinrent à placer la Belle Poule entre leurs feux, et enjoignirent au commandant de mettre son canot à la mer. Le chevalier de Marigny s’y refusa. Alors l’un des deux lui détacha une embarcation avec un officier qui lui fit les questions suivantes « Qui êtes-vous ? d’où venez-vous ? où allez-vous ? » Le chevalier répondit : « Je suis la Belle Poule, frégate du roi de France ; je viens de la mer, et je vais à la mer ; les bâtiments du roi mon maître ne se laissent jamais visiter. » Après quelques pourparlers, dans lesquels le chevalier de Marigny montra la même réserve et le même caractère, l’officier anglais s’excusa sur ce que son commandant avait pris la Belle Poule pour une frégate américaine, masquée sous le pavillon français.
Contrarié pendant trente-six jours consécutifs par des vents contraires, dégréé et menacé de perdre sa mâture, ses vivres épuisés et son équipage accablé de fatigues, le chevalier de Marigny se vit contraint de revenir à Brest. Il n’y resta que le temps nécessaire pour transborder son équipage sur la Sensible, et il reprit immédiatement la mer avec cette frégate. Cette fois, sa traversée fut si heureuse, qu’après avoir débarqué aux États-Unis l’envoyé américain, et fait plusieurs prises, dont un corsaire, il était de retour à Brest soixante-cinq jours après son départ de ce port. En opérant son retour, il fut rencontré, à la hauteur d’Halifax, par le vaisseau anglais HMS Centurion (50 canons) et la frégate HMS Diamond (32 canons). Le vaisseau le héla, en lui demandant où il allait. « Je tiens la mer », répondit le commandant, et il continua sa route.

### Guerre d'Indépendance américaine

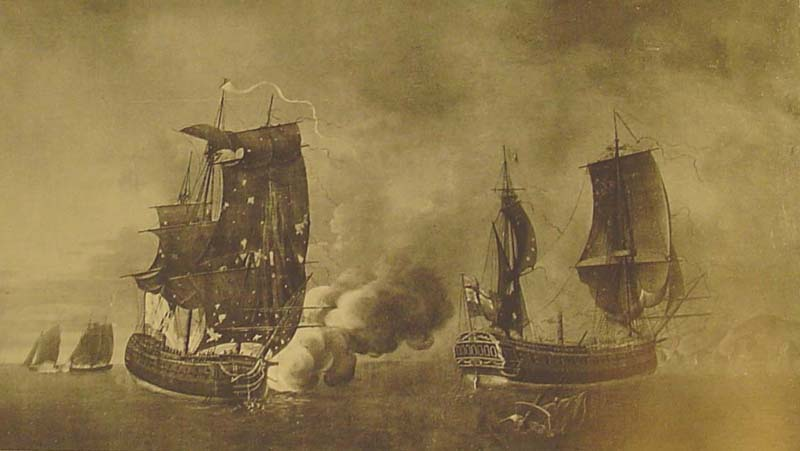
Combat entre la Belle Poule et l'HMS Arethusa

L’activité continue de Marigny avait altéré sa santé, mais comme les relations diplomatiques entre la France et le Royaume-Uni se détérioraient, il resta dans la Marine. La guerre éclata entre la France et l’Angleterre au mois de juin de la même année, et la Sensible, qui était la frégate de répétition du comte d’Orvilliers, participa au combat d’Ouessant, le 27 juillet 1778.
À la suite de cette affaire, Marigny fut nommé capitaine de vaisseau, et il passa au commandement de la Junon. Le 25 juillet 1779, l’armée navale aux ordres du comte d’Orvilliers sortit de Brest pour se réunir aux Espagnols. Cette jonction opérée, elle entra dans la Manche, et se dirigea sur les côtes d’Angleterre. L’escadre légère, que commandait La Touche-Tréville était en avant. Le 17 août, au matin, la Junon, qui en faisait partie, signale plusieurs voiles au vent, dont un vaisseau. Ayant reçu l’ordre de lui donner la chasse, elle suit ses mouvements, et, manœuvrant de manière à lui couper le chemin, l’atteint à demi-portée de canon de la côte. C’était le HMS Ardent, de soixante-quatre canons. Après avoir assuré son pavillon, Marigny commença le feu ; s’apercevant que le vaisseau n’ouvrait ses sabords que l’un après l’autre, il le jugea mal préparé au combat. Il passa derrière lui pour l’attaquer à tribord. Le HMS Ardent répondit faiblement au feu nourri de la Junon ; ses coups étaient incertains, mal dirigés. La frégate la Gentille, joignant la Junon, attaqua le vaisseau à bâbord. Pris entre deux feux et voyant s’approcher l’escadre légère, le HMS Ardent amena son pavillon. Plus tard, le marquis de Rossel fut chargé de faire du combat le sujet d’un tableau qui fut envoyé au commandant de la Junon, portant en légende : « Donné par le roi au brave chevalier de Marigny. » Le ministre de la marine, en lui annonçant ce cadeau, lui disait dans sa lettre : « Sa Majesté vous donne le commandement du vaisseau l’Ardent, que vous avez attaqué et combattu si vaillamment. »
L’année suivante, faisant partie d’une division commandée par le chevalier de Ternay, l’Ardent prit part à l’engagement qu’elle soutint, le 21 juin 1780, contre cinq vaisseaux britanniques. En 1781, une escadre de huit vaisseaux, aux ordres du chevalier Destouches, ayant à bord un corps de troupes d’environ mille hommes, destiné à renforcer l’armée américaine, se rendait dans la baie de Chesapeake, lorsque, le 16 mars, elle fut rencontrée par celle de l’amiral Arbuthnot, également composée de huit vaisseaux. Dans le combat qui eut lieu, l’Ardent, pris entre le feu du HMS London, de quatre-vingt-dix-huit et du HMS Royal-Oak, de soixante-quatorze, allait succomber, lorsque l’Éveillé, de soixante-quatre, que commandait le Gardeur de Tilly, parvint à le dégager, malgré la disproportion de leurs forces réunies ; l’Ardent eut cinquante-quatre hommes tués et un grand nombre de blessés.
L’année suivante, Marigny prit part, avec l’Ardent, aux combats des 25 et 26 janvier 1782, sous Saint-Christophe, et à la prise de cette île, qui en fut le résultat. Chargé par le comte de Grasse de se rendre en France pour y rendre compte des opérations de l’armée, le chevalier de Marigny quitta l’Ardent, et prit passage sur la frégate L'Aigrette. En son absence, le 12 avril 1782, l’Ardent est capturé et sa conserve, le César explose, tuant son frère. Au début de l’année 1783, le chevalier, devenu vicomte de Marigny, reçut l’ordre d’aller prendre, à Toulon le commandement du vaisseau la Victoire, mais la paix, conclue le 20 juin, rendit cet armement inutile.

### Attaque du fort Cabinda
À l'été 1784, Marigny est chargé du bombardement de Cabinda, fort construit par les Portugais sur l’un des principaux comptoirs de la côte d’Angola et leur permettant d'interdire l'accès aux navires étrangers, gênant les opérations des négociants qui venaient y faire la traite. 
Le roi de France ordonna l’armement d’une division composée de la Vénus, frégate de trente-six canons, la Lamproie, gabare de vingt-quatre, et l’Anonyme, cotre de dix canons. Marigny en reçut le commandement, avec instruction de protéger le commerce français à la côte d’Angola, par tous les moyens. Il appareilla de Brest avec ces trois bâtiments, portant trois cents hommes de troupes, et mouilla devant Cabinda, le 17 juin 1784.
Un fort assez imposant battait la passe et une frégate de vingt-six, mouillée à l’entrée, en défendait l’approche. Marigny n’hésita pas à faire connaître le but de sa mission à son capitaine ; il plaça ensuite la Vénus de manière à couper toute communication entre la frégate portugaise et le fort. Il signifie alors à son commandant ses ordres d’assurer l’indépendance du commerce français, et sa résolution d’employer la force pour les faire exécuter. Il disposa en même temps les troupes de débarquement qu’il avait amenées, et se prépara à une attaque vigoureuse. Les Portugais parurent d’abord vouloir résister, puis le commandant du fort demanda un délai de trente jours pour prendre les ordres du gouverneur général. Il était cinq heures du soir; le vicomte de Marigny lui accorde jusqu’au lendemain à sept heures du matin. À midi, le fort était rendu et sa démolition commencée. Plusieurs prisonniers, au nombre desquels se trouvait un prince africain, furent rendus à la liberté.
La cour de Lisbonne, informée de l’issue de cette expédition, se plaignit hautement et fit demander par son ambassadeur, comme une réparation, la destitution de l’officier qui l’avait dirigée. Le conseil en fut donné, mais Louis XVI refusa et le maréchal de Castries, alors ministre de la Marine, approuva la conduite de Marigny. 
Dans l’escadre d’évolution qui fut armé en 1784, la frégate la Fine, que commandait Marigny, fut citée pour l’habileté et la précision de ses manœuvres,. À son retour à Brest, il passa au commandement du vaisseau le Téméraire et, sur de nouveaux bruits de guerre, il reçut l’ordre de se rendre à Toulon pour y prendre le commandement d’une escadre destinée pour les mers de l’Inde.

### Révolution française
Au mois d’août 1784, Marigny fut nommé major du corps royal des canonniers-matelots, et, au mois de mai 1786, il fut fait chef de division et major de la première escadre. Il était chargé d’une inspection des ports, en 1789, et il se trouvait à Cherbourg lorsque Louis XVI vint le visiter. Marigny fut brigadier du canot qui porta le roi en rade ; en rentrant dans l’embarcation pour retourner à terre, le roi fit un faux-pas ; Marigny le saisit aussitôt dans ses bras, et, malgré l’embonpoint du monarque, il le porta jusque dans la chambre du canot. « Mon Dieu, monsieur de Marigny que vous êtes fort ! » lui dit Louis XVI. « Sire, un Français est toujours fort, quand il tient son roi dans ses bras. »
En 1790, Marigny est major-général de la marine. Une nuit, des révolutionnaires placent à sa porte la potence et le carcan où l’on attachait les criminels. Quelques jours après, on vint lui apprendre, au milieu de la nuit, que deux ou trois mille marins s’étaient révoltés, et demandaient la tête du major-général. Il prend à la hâte son uniforme, son épée et court à la caserne. « Vous demandez ma tête, dit-il aux marins mutinés ; la voici, je viens vous l’apporter. » Les clameurs cessèrent, et les groupes se dissipèrent.
Marigny reçut l’ordre de prendre le commandement de la marine et le ministre, en le lui transmettant, lui disait que c’était un nouveau sacrifice que le roi attendait de lui. En 1792, Marigny fut fait contre-amiral. Mais il s’opposa en vain aux révolutionnaires ; convaincu lui-même qu’il ne pouvait plus rien pour le service du roi, il demanda et obtint sa démission. À cette époque, il comptait trente-trois campagnes, avait exercé quatorze commandements, et assisté à sept combats.

### Disgrâce
Louis XVI, par une lettre close qu’il lui adressa, lui défendit formellement d’émigrer et, pour l’attacher de plus près à sa personne, il le nomma sous-gouverneur du Dauphin ; mais, témoin de la journée du 20 juin 1792 et de celle du 10 août, il échappa lui-même de peu à la mort. Lors du procès de Louis XVI, il apprit qu’au nombre des chefs d’accusation portés contre le roi, se trouvait celui d’avoir commandé et autorisé l’émigration. Ayant la preuve du contraire, il se rendit à Paris, se présenta à l’avocat du roi, Malesherbes, la lui communiqua, et demanda à la lire à la barre de la Convention.
Le roi, instruit, de cette démarche, dit à son défenseur : « Je vous défends (et ce sera probablement le dernier ordre que je vous donnerai) de faire aucune mention de ce brave homme dans mon procès ; ce serait l’exposer, et probablement sans aucune utilité pour moi. »
Cependant, Marigny fut arrêté avec sa famille. Appelé devant le tribunal révolutionnaire, il y est accusé d’avoir fait partie de l’armée royale de l’Ouest, par confusion avec l'un de ses cousins, Gaspard de Bernard de Marigny. L'un des membres du tribunal, le reconnaissant, déclare alors : « Non, lui dit-il, tu n’es pas le brigand de la Vendée ; je te reconnais, tu es un brave homme, un homme juste et le père du soldat. Tu as été mon major ; tu m’as quelquefois fait mettre en prison, mais toujours je l’avais mérité. Citoyens collègues, je réponds de son civisme. » Marigny échappa à la condamnation à mort et fut reconduit en prison.

### Vice-amiral
Rendu à la liberté par la chute de Robespierre, Marigny alla se cacher dans une propriété qu’il possédait aux environs de Brest, le manoir de Lesquivit à Dirinon. Il s’y livra à l’éducation de ses enfants, et partagea ses loisirs entre l’étude et l’agriculture. Il est nommé maire de sa commune sous le gouvernement impérial. 
À la Restauration, il est nommé vice-amiral, le 18 juin 1814; le 27 décembre, il reçut la grande décoration de l’ordre de Saint-Louis. Au mois de décembre 1815, le roi le nomma commandant de la marine au port de Brest. 
Au mois de juin 1816, Marigny ressentit les premières atteintes d’une maladie aiguë ; malgré ses souffrances, il voulut assister à une fête donnée à l’occasion du mariage du duc de Berry. Il succomba le 25 juillet suivant.
Bernard de Marigny était franc-maçon, il apparaît comme ancien vénérable maître dans les états de 1789 de la loge l'Heureuse Rencontre de Brest.

### Sources et bibliographie
- Joseph-François-Gabriel Hennequin, Biographie maritime ou, Notices historiques sur la vie et les campagnes des marins célèbres français et étrangers, vol. 1, Regnault, 1835 (lire en ligne), p. 351-363.
- Jean-Yves Guengant, Brest et la Franc-Maçonnerie : Les Amis de Sully, des origines à nos jours, Brest, Éditions Armeline, 2008 (présentation en ligne).